# Catasetum macroglossum
Catasetum macroglossum es una especie de orquídea de epifita, originaria de Sudamérica.

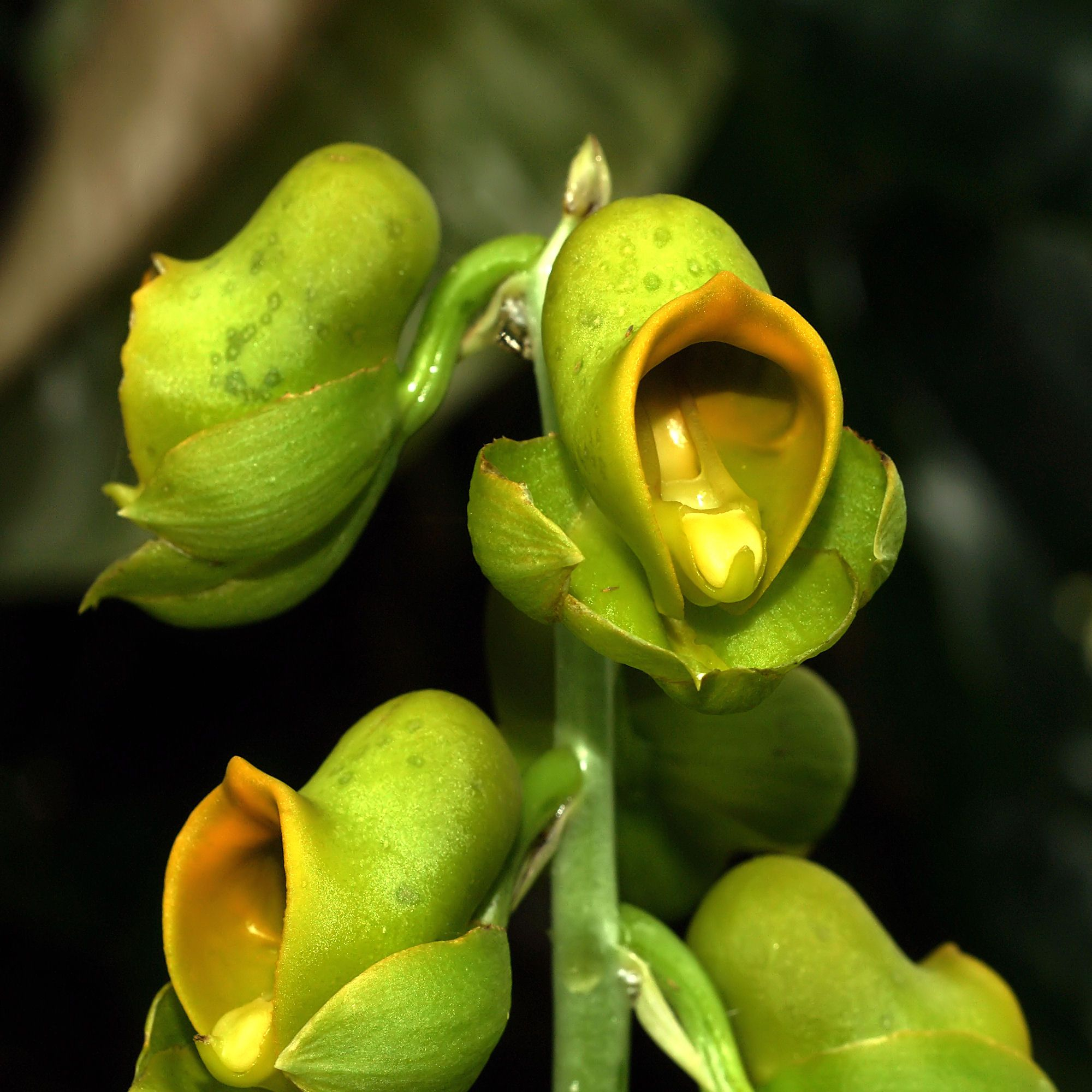
Detalle de la flor

## Descripción
Es una especie de orquídea de tamaño mediano que prefiere el clima cálido, epifita cespitosa con pseudobulbos fusiformes envueltos por vainas foliáceas y hojas estrechas, acuminadas, oblongo-lanceoladas y finas. Florece sobre una inflorescencia basal, de erecta a horizontal, de 30 cm de largo, con varias flores, racemosa, surgida un recién formado pseudobulbo maduro y que se produce en el verano y el otoño en el cultivo y el final del otoño y el invierno temprano en la naturaleza.

## Distribución y hábitat
Se encuentra en Ecuador, Venezuela, Colombia y Perú a altitudes de 30 a 600 metros, en las palmas y ramas de árboles de hoja caduca muertos en los bosques tropicales húmedos con una estación seca definida.

## Taxonomía
Catasetum macroglossum fue descrito por Heinrich Gustav Reichenbach y publicado en The Gardeners' Chronicle, new series 2: 552. 1877.
Etimología
Ver: Catasetum
macroglossum: epíteto latino que significa "con lengua larga".